# Pentangle
Pentangle é uma banda folk britânica. Entre 1967 e 1973, rencontrada em 1981 era composta por Jacqui McShee, vocal; John Renbourn, guitarra; Bert Jansch, guitarra; Danny Thompson, baixo; e Terry Cox, bateria.

### História
- (em inglês) Site Oficial de Jacqui McShee
- (em inglês) Site Oficial de Danny Thompson
- (em inglês) Site Oficial de Terry Cox

### Discografia
- (em inglês) Ultimate Music Database
- (em inglês) Music That Means Something